# Tsagueri (municipalité)
La municipalité de Tsagueri (en géorgien : ცაგერის მუნიციპალიტეტი, phonétiquement tsaguéris mounitsipalitéti) est un district de la région de Ratcha-Letchkhoumie et Basse Svanétie en Géorgie, dont la ville principale est Tsagueri. Au recensement de 2014, il comptait 10 387 habitants.